# Sungai Rukam
Sungai Rukam is een bestuurslaag in het regentschap Indragiri Hilir van de provincie Riau, Indonesië. Sungai Rukam telt 3221 inwoners (volkstelling 2010).